# Grã-Bretanha nos Jogos Olímpicos de Inverno de 1924
A Grã-Bretanha mandou 44 competidores que disputaram seis modalidades nos Jogos Olímpicos de Inverno de 1924, em Chamonix, na França. A delegação conquistou 4 medalhas no total, sendo uma de ouro, uma de prata, e duas de bronze.